# نهائي كأس إسكتلندا 1974
نهائي كأس اسكتلندا 1974 هي المباراة النهائية من منافسة كأس المملكة المتحدة 1973–74، أقيمت المباراة في 4 مايو 1974، في هامبدن بارك، بين فريقي نادي سلتيك، ودندي يونايتد، وفاز فيها نادي سلتيك، بعد أن هزم دندي يونايتد، بنتيجة 3 - 0، وحضر المباراة 75959 شخصاً.

## تفاصيل المباراة
لعبت المباراة النهائية في 4 مايو 1974.
| نادي سلتيك | 3 -0 | دندي يونايتد |
| ---------- | ---- | ------------ |
|            |      |              |